# Calciatori della nazionale arubana
In questa lista sono raccolti i calciatori che hanno rappresentato in almeno una partita la Nazionale arubana.
Statistiche aggiornate al 1º ottobre 2020.
| Nome                           | Presenze | Reti | Esordio | Ultima partita |
| ------------------------------ | -------- | ---- | ------- | -------------- |
| Raymond Baten                  | 21       | 3    | 2011    | 2019           |
| Walter Bennett                 | 3        | 0    | 2018    | 2019           |
| Gregor Breinburg               | 13       | 1    | 2015    | 2019           |
| Erixon Danso                   | 6        | 2    | 2015    | 2018           |
| Denzel Dumfries                | 2        | 1    | 2014    | 2014           |
| Frederick Gómez                | 19       | 6    | 2002    | 2019           |
| Terence Groothusen             | 6        | 1    | 2019    | 2019           |
| Noah Harms                     | 7        | 1    | 2019    | 2019           |
| Randell Harrevelt              | 3        | 0    | 2019    | 2019           |
| Javier Alejandro Jiménez Paris | 1        | 0    | 2019    | 2019           |
| Joshua John                    | 6        | 2    | 2018    | 2019           |
| Roderick Lampe                 | 1        | 0    | 2004    | 2004           |
| Dwight Oehlers                 | 4        | 0    | 2015    | 2016           |
| Leroy Oehlers                  | 24       | 0    | 2013    | 2019           |
| Marlon Pereira                 | 9        | 0    | 2018    | 2019           |
| Gregorio van der Biezen        | 2        | 0    | 2015    | 2016           |
| Jefferson Vegas                | 6        | 0    | 2011    | 2018           |